# VIA C3
A VIA C3 a Centaur Technology által tervezett és a VIA Technologies által forgalmazott x86-os mikroprocesszor-család, amit személyi számítógépekben való felhasználásra terveztek, de a 2000-es évek első felében beágyazott rendszerekben is forgalmaztak. A különböző processzormagokat a Centaur Technology tervezési módszertana alapján tervezték. A C3-as sorozat tagjai sebességükkel nem tűntek ki, viszont rendkívül kis fogyasztásuk és alacsony hőtermelésük által kiemelkedtek a hasonló tulajdonságú eszközök közül.
A C3 sorozatban alkalmazott magok egy részét az Eden sorozatban is használták, az Eden ESP és Eden-N modellekben.
Az x86-os utasításokon kívül a VIA C3 CPU-k dokumentálatlan alternatív utasításkészletet is tartalmaznak, amely lehetővé teszi a CPU-hoz való alacsonyabb szintű hozzáférést, és bizonyos esetekben a jogosultságok kiterjesztését (privilege escalation).

## Előzmények
A VIA Technologies a Centaur Technology által kifejlesztett Samuel magon alapuló kialakításokat eleinte VIA Cyrix III néven értékesítette, marketing okokból. A Samuel 2 a Samuel mag átdolgozása. A Cyrix III sorozatot a Samuel 2 megjelenésekor C3-ra nevezték át, mivel már nem tartalmazott Cyrix technológiát.

## Magok

### Samuel 2 és Ezra magok
A VIA Cyrix III-at átnevezték, új neve VIA C3 lett a fejlett „Samuel 2” (C5B) magra váltva. A lapkára integrált L2 gyorsítótár némileg javította a teljesítményt. Mivel ez a mag már nem a Cyrix technológiára épült, az átnevezés csak egy logikus lépés volt. Az energiafogyasztás növelése és a gyártási költségek csökkentése érdekében a Samuel 2 150 nm-es gyártási technológiával készült.
A VIA C3 processzor továbbfejlesztésekor továbbra is az energiafogyasztás minimalizálására fektették a hangsúlyt, és a következő zsugorítással egy vegyes 130/150 nm-es folyamatra váltott a gyártó. Az „Ezra” (C5C) és az „Ezra-T” (C5N) csak a „Samuel 2” mag új változatai voltak, az „Ezra-T” buszprotokolljának néhány kisebb módosításával, hogy az Intel Pentium III „Tualatin” magokkal szerelt változatával kompatibilis legyen. A VIA ekkor évek óta a legalacsonyabb energiafogyasztást tartotta az x86-os CPU-k piacán. A teljesítmény azonban elmaradt a riválisokétól, a tervezés terén elmaradt fejlesztések miatt.
Egyedülálló módon a kereskedelemben kapható C3 CPU-t dekoratív dobozban forgalmazták.

### Nehemiah magok
A „Nehemiah” (C5XL) egy nagyobb revízió volt a magok tervezésében. Abban az időben a VIA marketingtevékenysége nem tükrözte teljes mértékben a bekövetkezett változásokat. A vállalat a régebbi magok számos tervezési hiányosságát orvosolta, beleértve a fél-sebességű FPU-t is: a Samuel és Ezra magokban az FPU a processzor órajelének felével működött. A futószalagfokozatok számát 12-ről 16-ra növelték, ami lehetővé tette az órajelfrekvencia további növelését. Emellett megvalósították a cmov utasítást, így a processzor 686-os osztályúvá vált. A Linux kernel C3-2 néven hivatkozik erre a magra. Megszüntették továbbá a 3DNow! utasítások kezelését, és helyette bevezették az SSE kiterjesztés támogatását. A tokozás azonban továbbra is az ekkor már idejét múlt Socket 370-es foglalathoz igazodott, és az egyszeres adatátviteli sebességű front-side bus mindössze 133 MHz-en futott.
Mivel a beágyazott rendszerek piaca az alacsony fogyasztású, olcsó CPU-kat részesíti előnyben, a VIA kezdte agresszívabban célozni ezt a piaci szegmenst, mivel a C3 meglehetősen jól illeszkedett ezekhez a jellemzőkhöz. A Centaur Technology a beágyazott piac számára vonzó funkciók hozzáadására koncentrált. Példa erre az első „Nehemiah” (C5XL) magba épített kettős hardveres véletlenszám-generátor. (Ezek a generátorok a VIA marketinganyagában tévesen „kvantumalapúnak” vannak feltüntetve. A generátor részletes elemzése világossá tette, hogy a véletlenszerűség forrása termikus, nem pedig kvantumos.)
A „Nehemiah+” (C5P, stepping 8) revízió még néhány fejlesztést hozott, többek között egy nagy teljesítményű AES titkosító egységet, valamint egy különösen kicsi, Micro-FCBGA felületre szerelhető ball grid array kialakítású tokozást, melynek mérete körülbelül egy egycentes érmének felel meg. Ebben az időben VIA az FSB sebességét is 200 MHz-re emelte és új lapkakészleteket, például a CN400-at is felkészítette ennek támogatására. Az újabb 200 MHz-es FSB vezérlők csak BGA csomagolásban voltak kaphatók, mivel nem voltak kompatibilisek a meglévő Socket 370-es alaplapokkal.
Ezt az architektúrát forgalomba hozásának idején gyakran „VIA C5” néven is emlegették.

## Műszaki információk

### A lapkaméretek összehasonlítása
| Processzor   | Másodlagos gyorsítótár (KiB) | Lapkaméret, | Lapkaméret, | Lapkaméret, | Lapkaméret, | Lapkaméret, |
| Processzor   | Másodlagos gyorsítótár (KiB) | 180 nm      | 150 nm      | 130 nm      | 90 nm       |             |
| ------------ | ---------------------------- | ----------- | ----------- | ----------- | ----------- | ----------- |
| C3 Samuel    | 0                            | 75          | –           | –           | –           |             |
| C3 Samuel 2  | 64                           | –           | 52          | –           | –           |             |
| C3 Ezra      | 64                           | –           | –           | 52          | –           |             |
| C3 Nehemiah  | 64                           | –           | –           | 52          | –           |             |
| C7 Esther    | 128                          | –           | –           | –           | 30          |             |
| Athlon XP    | 256                          | –           | –           | 84          | –           |             |
| Athlon 64    | 512                          | –           | –           | 144         | 84          |             |
| Pentium M    | 2048                         | –           | –           | –           | 84          |             |
| P4 Northwood | 512                          | –           | –           | 146         | –           |             |
| P4 Prescott  | 1024                         | –           | –           | –           | 110         |             |

(– : nem készült, nincs)

## Tervezési irányok
A VIA processzorai lassabbak voltak ugyan az AMD és az Intel által forgalmazott x86-os CPU-knál,
az alkalmazott órajelek szerint és abszolút értelemben is, a VIA csipjei azonban sokkal kisebbek voltak, olcsóbban előállíthatók és alacsonyabb fogyasztásúak. Ez rendkívül vonzóvá tette őket a beágyazott piacon.
Ez azt is lehetővé tette a VIA számára, hogy tovább növelje eszközei órajelfrekvenciáját minden lapka-zsugorítási lépésben a gyártási folyamatban, míg az Intel konkurens termékei (mint például a P4 Prescott) súlyos hőkezelési problémákkal küszködtek, habár a későbbi Intel Core csipgenerációk lényegesen hűvösebbek voltak.

### A C3 tervezési szempontjai

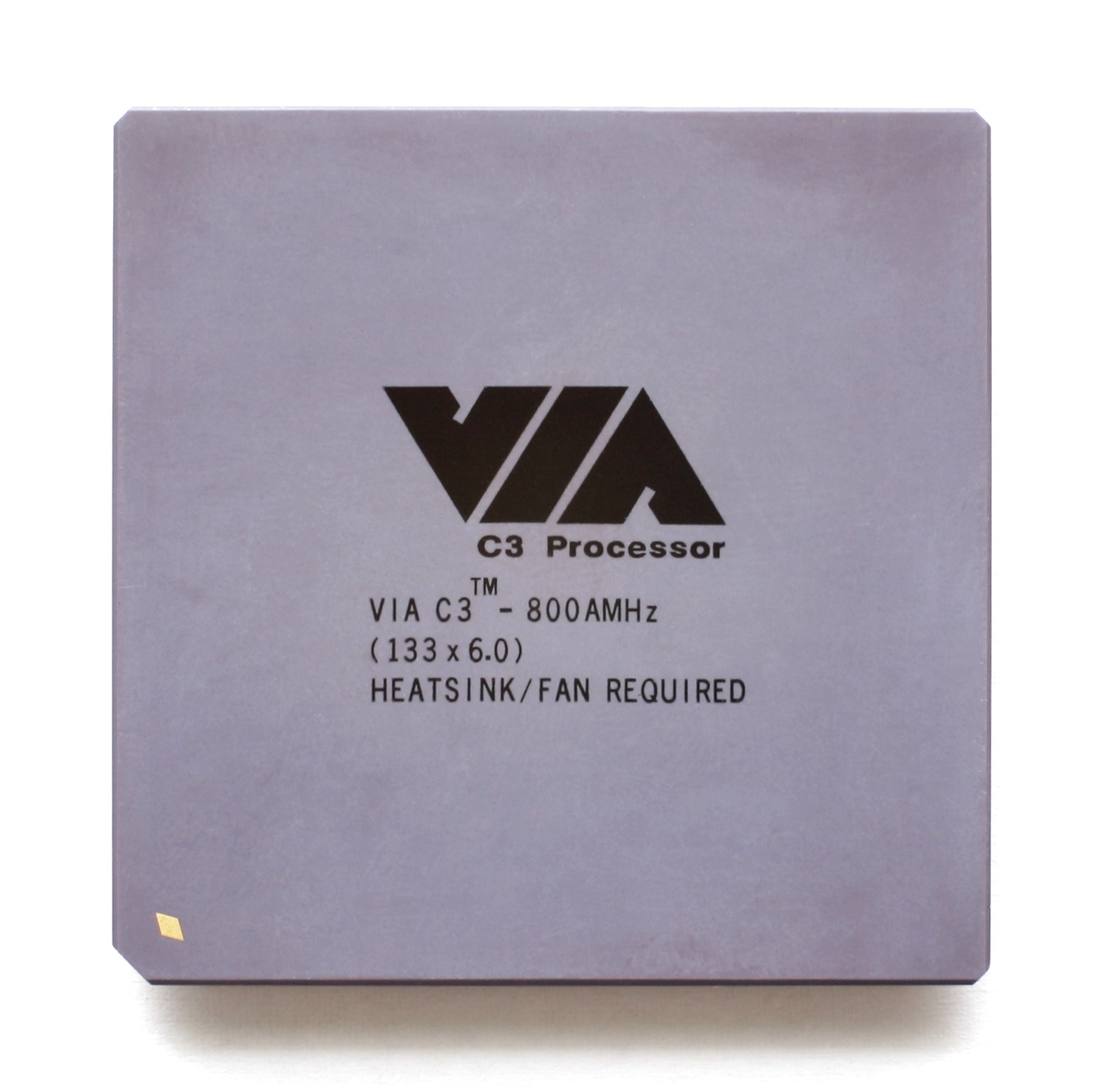
VIA C3,

Mivel a memóriateljesítmény a legnagyobb korlátozó tényező a benchmarkok többségében, a VIA processzorokban nagy elsődleges gyorsítótárakat, nagy TLB-ket és agresszív előzetes utasításkód-lehívást valósítottak meg, egyéb fejlesztések mellett. Míg ezek jellemzők nem csak a VIA kialakításokra érvényesek, a memóriaelérés optimalizálása az egyik olyan terület, ahol a tervezésben nem hagytak ki funkciókat a lapkaterület csökkentése érdekében.
Az órajelfrekvencia általánosságban elsőséget élvez a ciklusonkénti utasításszám növelésével szemben. Az olyan komplex jellemzők, mint a sorrenden kívüli utasításvégrehajtás (out-of-order), szándékosan nincsenek megvalósítva, mert hatással vannak az órajel növelésének lehetőségeire, sok extra helyet és energiát igényelnek, és kevéssé befolyásolják a teljesítményt a gyakoribb alkalmazási forgatókönyvekben.
A futószalag úgy van kialakítva, hogy biztosítsa a nagyon gyakran használt regiszter-memória és memória-regiszter formájú x86 utasítások egy órajelütem alatti végrehajtását. Emellett több más gyakran használt utasítás is kevesebb futószalag-ütemet igényel, mint más x86-os processzorokon.
A ritkán használt x86-os utasítások mikrokódban vannak megvalósítva és a processzor emulálja azokat. Ez helyet takarít meg a lapkán és csökkenti az energiafogyasztást. A valós alkalmazási forgatókönyvek többségére gyakorolt hatás minimális.
Ezek a tervezési irányelvek eredetileg a RISC tervek támogatóitól származnak, akik szerint egy kisebb és jobban optimalizált utasításkészlet gyorsabb általános CPU-működést eredményezne. Mivel azonban az x86-os architektúra, így a C3-as is nagymértékben használ memóriaoperandusokat, egyszerre forrásként és célként, maga a C3-as tervezet mégsem tekinthető RISC-nek.

## Piaci szereplés

### Szerződések
A VIA beágyazott termékeit a hírek szerint (2005) a Nissan autósorozataiban, a Lafesta, Murano, és Presage modellekben alkalmazzák. Ezek, és más nagy volumenű ipari alkalmazások nagy profitot termeltek a VIA-nak, mivel a kis alaktényezőből és alacsony energiafogyasztásból adódó előnyök beágyazott területen jól alkalmazhatók és keresettek.[forrás?]

### Jogi kérdések
Az IDT Centaur felvásárlása alapján, a VIA legalább három olyan szabadalom birtokába jutott, amelyek az Intel által használt processzortechnológia kulcsfontosságú aspektusait fedik le. A megszerzett szabadalmak által kínált tárgyalási előnyök alapján a VIA 2003-ban tízéves szabadalmi keresztlicencelési megállapodást kötött az Intellel, amely lehetővé tette a VIA számára, hogy továbbra is x86-kompatibilis CPU-kat tervezzen és gyártson. A VIA emellett hároméves türelmi időt kapott, amely alatt továbbra is használhatta az Intel processzorfoglalatokat érintő infrastruktúráját.

## Fordítás
Ez a szócikk részben vagy egészben  a   VIA C3 című angol Wikipédia-szócikk ezen változatának fordításán alapul.  Az eredeti cikk szerkesztőit annak laptörténete sorolja fel. Ez a jelzés csupán a megfogalmazás eredetét és a szerzői jogokat jelzi, nem szolgál a cikkben szereplő információk forrásmegjelöléseként.